# Cattedrale di San Giovanni (Limerick)
La cattedrale di San Giovanni (in inglese: St John's Cathedral) è la cattedrale cattolica di Limerick, in Irlanda, e sede della diocesi di Limerick.

## Storia
Il sito dove sorge l'attuale cattedrale fu acquistato nel 1796 da William Hill, un quacchero, dal momento che i cattolici romani non potevano comprare terra in quel momento. La prima pietra fu posta il 1 ° maggio 1856. L'allora vescovo Ryan visitò tutte le chiese della diocesi per raccogliere fondi per la nuova chiesa, che originariamente doveva semplicemente servire i 15.000 cattolici della parrocchia di San Giovanni per sostituire la vecchia cappella di San Giovanni, risalente al 1753. Grazie alle cospicue donazioni dei fedeli, il vescovo Ryan decise di convertire la chiesa nella nuova cattedrale cattolica della diocesi.
Philip Charles Hardwicke, architetto di Londra, progettò l'edificio in stile neogotico, con forte influenza dalla Cattedrale di Salisbury. La Cattedrale è stata costruita utilizzando pietra calcarea blu Limerick. La prima messa è stata celebrata il 7 marzo 1859, mentre la cattedrale fu aperta al culto pubblico nel luglio 1861, pur essendo ancora incompleta, mancando ancora la torre, le decorazioni interne e le tre cappelle laterali.
Il Duomo è stato ristrutturato nel 1884 a causa dell'umidità che aveva danneggiato l'interno. Dopo questo restauro il Duomo è stato nuovamente consacrato il 21 giugno 1894. Solo il 7 gennaio 1912 Papa Pio X ha promulgato un decreto che ha ufficialmente elevato la chiesa a cattedrale.